# Club Deportivo Irapuato
El Club Deportivo Irapuato es un equipo del fútbol mexicano, que milita actualmente en la Liga de Expansión MX (segunda categoría del fútbol mexicano). Disputa sus partidos de local en el Estadio Sergio León Chávez, que está ubicado en Irapuato, Guanajuato, México. El mote es Los Freseros, aunque también es conocido como La Trinca Fresera y Los Azulgranas.

## Historia

### Antecedentes
En Guanajuato, el primer equipo de fútbol que existió fue el Club Deportivo Irapuato, que se fundó en 1911. Los fundadores de este equipo fueron Pedro Parnu y Diego Mosqueda , Diego Mosqueda, más tarde sería fundador del acérrimo rival de los Freseros, el León Atlético, durante 1920. Un poco después de los equipos mencionados, surgió el Imperio y el Águila.
Cuando llegó Diego Mosqueda a León, en el equipo León Atlético, se le ocurrió hacer una competición entre el Tigres de Irapuato y Leones de León, corría el año de 1925 y se inició ese año la rivalidad entre Irapuato y Club León. Irapuato ganó la competición. También se hizo la mesa directiva al formarse la liga Municipal, los nombres que dieron fueron los correctos y organizaron el primer campeonato con el deportivo Irapuato, el Internacional, el Marte, el Isco y el Atlético. Al inaugurarse el campeonato, se hizo un torneo relámpago que ganó el Marte, aunque ese primer campeonato no pudo terminarse por diferencias entre el Irapuato y el Isco.
El Isco apareció primeramente con el nombre de Blanco y Negro, pero después le cambiaron el nombre por Irapuato Shoe Company. Pero si en 1927 no se terminó el campeonato, en 1928 sí, con la participación del Deportivo Irapuato, Isco y Atlético. El Marte definitivamente se había retirado hacia unos cuantos meses. La final del campeonato de 1928 fue disputada por el Deportivo Irapuato y el Deportivo Internacional.
Al empezar la temporada de 1929, se formó el Club Deportivo ECO, sostenido y auspiciado por el Mayor Aristeo Saldivar quien vino a Irapuato para hacerse cargo del Hospital Militar como administrador, era un gran deportista, no solamente fundó el ECO, sino ayudó a Isco que contaba con el respaldo de Bernardo Guerrero. Fue necesario buscar terrenos fuera de la estación de los ferrocarriles por la calle Chapultepec y los cedieron a préstamo los Hermanos Aguilera. Se hizo el estadio y en ese año de 1929, fue inaugurado con un juego entre el campeón Deportivo Irapuato y el San Francisco de Angamacutiro, ganando los locales. Por conveniencia del propio Club Deportivo, el campo fue comprado por los jugadores, cambiándole el nombre por el campo Águila. Los torneos municipales continuaron celebrándose a base de los equipos Deportivo Irapuato, Isco, Eco y el Atlético.
En ese año de 1929, llegó a Irapuato el general Jaime Carrillo, debiéndose a su iniciativa la construcción de un estadio moderno al que se le puso el nombre de Álvaro Obregón, con una capacidad de mil personas, con tribunas, una central de honor y su pista de atletismo. Precisamente en ese campo se celebró el primer juego Internacional en esta ciudad con el conjunto “Sabaria” de Hungría, enfrentándose a un equipo de Irapuato. Ganaron los húngaros con un marcador de 3 a 1. En este nuevo estadio, vinieron los equipos capitalinos del Germania, España, Club América, Asturias y Necaxa. Ya en el año de 1930, se formó la asociación estatal de fútbol siendo el primer presidente, el Mayor Aristeo Saldivar y de secretario Jesús Vaca Gaona y ellos dos asistieron a la formación de la Federación Mexicana de Fútbol y la Confederación Deportiva Mexicana.

### Fundación y primeros años
El Club Deportivo Irapuato, está en la Liga de ascenso y se fundó en 1948 y desde entonces se ha mantenido poco tiempo en la Primera división mexicana por diferentes problemas. Desde sus inicios el club ha tenido varios problemas en los años 1948 y 1949 existieron varios equipos en Irapuato, hasta que decidieron fusionarse y formar uno solo para competir en la liga de ascenso. Es por esta confusión que el año en que la Trinca fue fundada no se sabe con exactitud, algunas versiones manejan 1948 y otras 1949. De lo que se tiene registro, es de que en 1949 el "Club Deportivo Irapuato, A.C." inicio actividades participando en un torneo realizado en el centro de país. Los fundadores de este Irapuato fueron el Coronel Oscar Bonfilio y el Profesor Jesús Vaca Gaona, 2 hombres con pasado futbolístico, ya que el coronel había participado en los Juegos Olímpicos de Ámsterdam 1928 y como portero titular de la Selección mexicana de fútbol en el mundial de Uruguay 1930.
El Club Irapuato fue uno de los fundadores en 1950 de la Segunda División de México y tres temporadas después logró el Ascenso ante el Club Deportivo Zamora 2-1 bajó la dirección del Profesor Felipe Castañeda. El Club debutó el 22 de agosto de 1954 dentro de la temporada 1954-1955 en tierras Morelenses ante el Zacatepec con derrota por 4-5. En la segunda fecha en su antiguo estadio el "Revolución Mexicana" se presentó ante su afición contra Puebla FC al que venció 4-0. En la tercera jornada inició la rivalidad contra el Club León empatando 1-1. Y es en el año de 1961 donde el Club decide contratar al equipo español a 2 jugadores con el nombre de Abdo A. Gaona y Rafael A. Gaona desempeñando el puesto de delanteros. Este primero tuvo una notable aparición estableciendo en 1961 líder de goleo para este equipo. Mientras que el último fue vendido al Club León. 
Su mejor temporada fue en 1963-1964 cuando ocupó la cuarta posición sumando 32 puntos quedando a 5 unidades del Guadalajara campeón ese año. Irapuato desde su ascenso reclutó importantes jugadores como Ligorio López primera figura del equipo en los años 50s, Jaime Belmonte, importante elemento de selección nacional de los 50s y que ayudó en Suecia 58' a obtener el primer punto en mundiales al empatar ante Gales en Solná, Suecia; de ahí nombrado el Héroe de Solná. Otros como el argentino Alberto Etcheverry que al mostrar su capacidad goleadora saldría para Pumas, Tedesco Lomelín, Jaime Ortiz, Salvador Ruiz, Luis Cazaña goleadores importantes en los 60s. Después de 1967 el club comenzó a disminuir en goleadores pues importantes elementos eran cedidos por no contar con capital para pagarles mejor, el ídolo fresero Belmonte se retiraría al concluir la campaña de 1969 sin embargo volvería del retiro en 1970 para apoyar a la trinca.
Antes del final de la década, el Irapuato abandonó su antigua casa, el Estadio Revolución, para disputar sus partidos en el nuevo Estadio Irapuato, con capacidad original para 16 000 espectadores e inaugurado el 23 de marzo de 1969. El primer encuentro en la nueva cancha enfrentó al propio Club Irapuato contra la Selección Mexicana, que se preparaba para el mundial de futbol de 1970, con una victoria de 4 a 1 para el equipo nacional. Irapuato no fue sede de aquel campeonato mundial, pero sí recibió, en partidos amistosos a la Selección de Brasil.

### Años 1970
En esa última campaña del Irapuato en Primera División, 1971-1972, se dividió la liga en 2 grupos denominados "Corsarios" y "Piratas" el sistema de calificación otorgaba la liguilla a los primeros 4 lugares, mientras los 2 últimos de cada grupo iban a la liguilla del no descenso. Formó parte del grupo "Corsarios" con el Monterrey, Guadalajara, Puebla F.C., Atlante, Pachuca, UNAM, Toluca y el Torreón.
Quedaría en último lugar de su grupo con solo 16 puntos, tendría que jugar la liguilla con el Torreón y los otros 2 equipos sotaneros del otro grupo los Toros del Atlético Español y Tiburones Rojos de Veracruz. El primer partido lo jugó contra los Escualos en el Estadio Luis Pirata De la Fuente y fueron vencidos 3-1, goles anotados por Paulo Matta (2) y Pedro Damián por los jarochos. El gol de honor del Irapuato fue realizado por el "Pibe" Antonio Rojas. Hay que mencionar que el portero del Irapuato Vicente Alvirde, tuvo una excelsa actuación que por él, no salió el Irapuato con una soberana goleada de órdago. Pero el día en que estaba programado el partido de vuelta contra los Tiburones Rojos, en Irapuato, en la mañana del domingo cuando estaba comiendo el equipo previo al encuentro en el hotel de concentración del equipo, sufrieron una intoxicación con sus alimentos, dado que exjugadores del Irapuato, confabulados con los cocineros del hotel en donde se hospedaba el equipo, pusieron sustancias irritantes para el aparato digestivo, (en forma de polvo mezclando con los alimentos) lo cual les produjo una diarrea impresionante a todos los miembros del equipo. Esta noticia daría la vuelta al mundo, dado que se mencionaba en los principales diarios deportivos de América del Sur y de Europa, la información en donde se informaba con lujo de detalles que para evitar el descenso de la categoría, un equipo era intoxicado al comer sus alimentos. El partido de vuelta, se celebró en la siguiente semana y quedaría 0-0 por lo que el Irapuato tendría que disputar su permanencia en el último partido. Como dato anecdotario los trabajadores del estadio, sacaron varias carretillas llenas de papel sanitario, que fueron aventadas por el público fresero. 

### Derrota en Guadalajara y descenso
Cada equipo empató en su casa: En Torreón y en Irapuato y se jugó el tercer partido contra los Diablos Blancos de Torreón en Guadalajara Estadio Jalisco y perdería 1-0, mediante un penalti cometido por mano dentro del área grande de Arturo Razo, penalti ejecutado por Aníbal Tarabini al minuto 5 del primer tiempo. El partido fue el juego clásico de equipos sotaneros por mantener la categoría. Al minuto 80 hay una falta dentro del área grande de los Diablos Blancos de Torreón, marcando el árbitro penalti, el cual fue ejecutado por el centro delantero Mariano Ubiracy el cual lo cobró con mucha potencia pero el balón fue desviado por el portero, El Gato René Vizcaíno, con lo cual se selló la suerte del Irapuato y así fue como los Freseros del Irapuato volvían a la segunda división. Pero eso no fue todo: los jugadores del Irapuato sufrieron agresiones verbales, lapidaron sus casas e inclusive al principal "responsable" Mariano Ubiracy, tuvo que irse de la ciudad y en las estaciones de radio le dedicaban una canción muy popular en ese tiempo: "El golpe traidor". El técnico del equipo Irapuato el último que le entró al quite, el cual no pudo salvarlos del descenso fue "El Churumbel" Mario Rey. El equipo de esa época: Vicente Alvirde de portero, Nacho Martínez, Raúl Ruíz, Raúl Ramos Ruíz, Leonardo Sánchez Moya, Salvador "Chava" Ruiz, Alberto "Torito" Gómez, Nelson Díaz, Antonio "Pibe" Ramos, Luis Marotti, Enrique "Pinocho" Olivos, Mariano Ubiracy, Maciel, entre otros.
También obtuvo un récord negativo, pues sumó 21 juegos sin ganar entre 1970 y 1971. Su estancia duró 18 años en Primera División. La deshonrosa marca sería abatida por los Indios de Ciudad Juárez con 27 juegos consecutivos sin ganar entre 2009 y 2010.
Ya de regreso a Segunda División, siempre fue protagonista y en 1973, apenas en su primera temporada se le presentó la oportunidad de volver a primera. Llegó a la final en la cual enfrentó al Ciudad Madero: Orinegros, en el primer encuentro quedarían 0-1 a favor del Irapuato que ganó como visitante, todo parecía puesto para que el Irapuato regresara al máximo circuito, pero un sorpresivo 2-0 del Cd. Madero en Irapuato hizo que el marcador global quedara 2-1 y con ello el CD. Madero consiguió el ascenso.
En la temporada 1974-1975 de la Segunda división mexicana se presentaría la segunda oportunidad de regresar, se jugó una final de ascenso a un solo partido en contra de los Tecolotes de la UAG. En este partido la trinca volvería a caer por marcador de 1-0. El encuentro se realizó en la Ciudad de México, cancha neutral.
Se dice que la tercera es la vencida, sin embargo para el Irapuato no lo fue. En 1978 lograría llegar de nuevo a una final de ascenso, en esta ocasión contra los Cañeros Zacatepec FC. Esta vez el formato fue de partido de ida y de vuelta, el primer juego terminaría 0-1 a favor del Zacatepec como visitante, mientras que el segundo acabaría 3-1, así el Irapuato con un marcador global de 4-1 en contra se quedaba en Segunda División una vez más.

### Años 1980
En los ochenta inició con regulares campañas clasificando en la liguilla pero no podía llegar a una final.
1980-1981... Una temporada más en la organización muy decaída entonces del Equipo Irapuato el Ingeniero Juan José Eliceche cargaba con un pasivo enorme, el equipo no caminaba, ganaba uno perdía hasta 2, Penurias económicas... A tal grado que el mismo Ing. Eliceche pagaba y sostenía al equipo de su propia bolsa. En lo deportivo, el técnico argentino Roberto López, cumplía su 4.ª. temporada  en el equipo. Sus números catastróficos no bastaban para correrlo, finalmente a media temporada con el equipo por los suelos llegó Diego Malta por vez primera al timón fresero y lo salvo. Eran tiempos difíciles en la historia del equipo.

### Campeón y ascenso
Así que tras una buena planeación en la temporada 1984-1985 bajo el mando del entrenador Diego Malta Solano, la trinca por fin lograba su retorno a Primera División, al imponerse al Pachuca. El primer encuentro se realizó en la ciudad de Irapuato, La Trinca llevó una ventaja mínima de 2 a 1. En la vuelta se realizaría el definitivo en la ciudad de Pachuca y el Irapuato logró derrotarlos en un partido muy hostil. Después de 13 años el Club Deportivo Irapuato regresaba a la Primera División Mexicana.
La trinca Fresera contaba entre sus filas con Jugadores como Anselmo Romero, Rafael Lira, Jesús Montes, Eugenio Constantino, Teodoro Orozco, Jesús Pérez, entre otros.
En su reaparición en el máximo circuito la Trinca recibió a Tigres de la UANL el 18 de julio de 1985 en el torneo Prode 85 en la segunda jornada pues en la primera "descanso" empatando a cero, Tres días después enfrentó al Club América que lo goleó 5-1, el tanto fresero fue de Rafael Lira al 24' con lo que oficialmente fue el primer gol de la segunda era. Y consiguió su primer triunfo en la quinta fecha visitando al Guadalajara 2-0, goles de Rafael Lira (73') y Fernando Garduño (78'), este fue su único triunfo del torneo. El equipo terminó con 5 puntos ocupando el sitio 17 de 20.
En el torneo México 86 Irapuato inició con 5 derrotas consecutivas y fue hasta la sexta fecha que pudo ganar derrotando al Morelia de local 2-1.con goles del recién debutado Jorge Arturo Gómez el famoso Curtís Gómez pues venía del seminario paulino y con un extraordinario talento que se vio frenado por el accidente que lo sacó del fútbol pero que en pocos años se ganó a la gente de Irapuato  Luego otra situación se dio con un adeudo a Eduardo Cisneros El Vaquero quién se negó a jugar contra Potosino el 3 de noviembre de 1985 por falta de pago desde hace un mes, así que la directiva separó al jugador el día 13. Por cierto ese encuentro ganó la trinca 2-1. Diego Malta dirigió los 18 encuentros del torneo obteniendo 17 unidades con el lugar 12 de 20 general.
La siguiente temporada 1986-1987 no hubo mejoría por lo que Diego Malta fue cesado arribando Daniel Haro que dirigió por 28 fechas sin resultados muy atractivos, al final los Freseros se llevaron 36 puntos con el lugar 14 de 21 equipos.
La siguiente temporada 87-88 el club se vio embargado por la sensible perdida del jugador Fernando Garduño el 29 de agosto de 1987 fallecido en un accidente automovilístico en San Juan del Río, Qro. El 21 de septiembre se realizó un partido en su memoria entre Irapuato y ex-seleccionados de México del mundial juvenil de Túnez 77 donde había sido partícipe. Ya en el torneo el técnico Daniel Haro dirigió por 11 jornadas pero al tener sumergido al equipo en el penúltimo lugar con 8 puntos fue removido por Mario Oscar Maldonado por el resto del certamen. Se concluyó con 31 puntos para quedar en 18 general de 20 equipos.
En 88-89 siguieron los malos resultados por lo que desfilaron tres entrenadores primero Mario Oscar Maldonado fue despedido en la fecha 17, de interino quedó Oribe Maciel por una fecha y luego llegó Carlos Manuel Rodríguez sin mucha suerte. Los freseros quedaron en el sitio 16 de 20 con 32 puntos.
En 89-90 Irapuato contrató al entrenador Argentino Roberto Puppo que trajo al mexicano Adrián Camacho y al argentino Jorge Gabrich quién sería el único goleador de esta etapa al terminar con 22 goles. Pero los resultados no se dieron por lo que la directiva quitó a Roberto Puppo y puso al uruguayo Horacio Troche, a pesar de perder 11 veces no era capaz de mantener los resultados a favor y terminó como uno de los que más empates obtuvieron con 17 en total.
Además una situación se dio en el juego Monterrey-Irapuato a celebrarse el 6 de octubre de 1989, el cuadro local no se presentó así que el árbitro del cotejo León Padró Borja oficializó la inasistencia ya que no fueron advertidos de las "causas de fuerza mayor" que argumentó Monterrey, así que los Freseros que se habían presentado, protestaron pidiendo ganar el juego. La federación le dio 10 días al Monterrey para comprobar su inasistencia pero como no se demostró nada la Federación le otorgó los dos puntos con marcador 2-0. Pero inesperadamente el 27 de noviembre la asamblea de primera determina que tras una apelación del Monterrey el juego si se debe realizar así que se fija el 6 de diciembre se lleve a cabo, pero Irapuato protesta por lo que se revisa el caso y al final se obligó a jugarse el encuentro el 27 de diciembre en el Tecnológico ganando Monterrey 2-1, dos goles de Missael Espinoza por los freseros marcó Jorge Gabrich. En esta temporada el Draft se realizó por primera vez así que la Trinca fue "desmantelada" y su figura Jorge Gabrich fue adquirido por Veracruz. Roberto Puppo regresó al mando del Irapuato que se presentó en el torneo de Copa con derrota de 3-0 con Tecos luego de 9 partidos no consigue calificar al quedar último de su grupo con 5 puntos. En la temporada se presenta contra las Chivas perdiendo 1-0; luego empata 3 juegos 0-0; para continuar 3 derrotas con Morelia 3-2 la primera goleada dolorosa de 6-1 en casa con Pumas y 3-0 contra Santos; hasta la jornada 8 ganaría su primero de escasos 7 triunfos ante Tigres 3-1; vuelve a caer en Veracruz 3-2; gana a Atlas 1-0 pero sufre otra goleada de 6-2 ante U de Guadalajara; gana 3-0 a Cobras y pierde con Necaxa 2-1; con esa crisis alarmante vuelve el Clásico del Bajío y la trinca sale derrotado de León 1-0; en 3 fechas evita derrotas cuando gana 2 encuentros (1-0 a Querétaro, 3-1 a Puebla y un empate 1-1 con Cruz Azul; hasta perder con Monterrey 2-1 para cerrar la primera vuelta 1-1 con Toluca;  el balance era negativo, ubicado en el fondo de la tabla con 15 puntos era inminente el pasaporte directo a la Segunda División.
La segunda vuelta inicia con derrota 2-0 con Chivas; empate 0-0 con Tecos; triunfo 2-1 a Correcaminos; derrota de 5-2 con América; empate 1-1 con Morelia; derrota 4-1 con Pumas; empate 0-0 con Santos; derrota con Tigres 2-1; empate 0-0 con Veracruz; triunfo 2-1 a Atlas; la peor goleada de su historia se escribe el 7 de abril ante U de Guadalajara 7-0; a partir de esa fecha (30) Irapuato se iría por completo a declive; cuando pierde 2 ante Cobras 1-0 y Necaxa 4-1; sumaria 3 empates seguidos; 3-3 con León, 1-1 con Querétaro, 0-0 con Cruz Azul, cierra con 3 derrotas que lo condenan definitivamente al descenso 3-1 con Puebla, 4-1 con Monterrey y 2-0 con Toluca; el balance de la segunda vuelta fue de 11 puntos y así era imposible salvarse. El descenso se define en la última jornada entre los Freseros y Santos quienes llegaban con 25 puntos por 26 de la trinca; previo al encuentro si ganaba Irapuato se salvaban pero como pierden el 1 de junio de 1991, 2-0 en Toluca un día antes que Santos jugara con Morelia evidentemente su destino estaba en manos de los laguneros quién envió al Irapuato al descenso cuando su resultado quedó empatado 0-0. Al final la peor diferencia de goles fue la que definió el descenso pues Santos tuvo menos 18 goles contra menos 34 de la Trinca que ocupó la última posición general de 20 equipos. Lo positivo fue el Argentino Américo Scatolaro que marcó 19 veces para ser el tercer mejor goleador del torneo.

### Años 1990
La trinca con el retorno a Segunda División tardó 3 años para llegar a una final; ya que con 3 temporadas buenas quedó eliminado en semifinales las 3 ocasiones. La mala suerte perseguía al equipo fresero.
En 1994 Irapuato jugó su última final de Segunda División y se encontró al Tampico; los freseros quedaron en tercer lugar 45 puntos, en la final ganan el encuentro de ida 2-1; pero en Tampico salieron a especular razón por la cual los porteños se van al frente 2-0; descontó por la trinca Luis Valdés; el tercer gol del Tampico aniquiló anímicamente al equipo que se dedicó a jugar sucio así sufrieron tres expulsiones y se desató una bronca general a punto de concluir el juego así con marcador adverso de 3-1 pierde la oportunidad de retornar a Primera División.
Luego de la final, el club fue vendido a directivos del Atlante que lo ocupó como su filial de la nueva Primera División 'A' de México. Varias veces el Atlante fue a jugar a Irapuato. En la temporada 94-95 Irapuato fue uno de los 15 equipos que integraron el nuevo formato de ascenso en esa misma campaña no llega lejos al quedar eliminado en la fase grupal. Para la temporada 1995-96 no logra clasificar a liguilla.
En torneos cortos los freseros en los dos primeros años no tuvieron importantes avances debido a que Atlante solo utilizaba "su filial" para probar jugadores e intercambiarlos y enviarle algunos veteranos sin mucha trascendencia. En la temporada 1998-99 se creó un buen plantel con el objetivo de ascender. En invierno 1998 Los freseros estuvieron dominando el torneo con 10 ganados, 5 empates, 4 derrotas, con 47 goles a favor por 32 en contra, para 35 unidades y el segundo lugar general; En liguilla en cuartos enfrentó a Club San Luis empatando a cero el de ida y en la vuelta la trinca mostró su poder goleando 5-0. En semifinal se subestimó al rival que fue Chivas Tijuana creyendo que le ganaría fácilmente, la ida Irapuato lo derrotó 1-0, por lo que la vuelta esperaba el pase a final, sin embargo se dio la sorpresa cuando Chivas Tijuana le ganó 2-0 inesperadamente.
Verano 1999 el equipo obtuvo el cuarto lugar con 32 puntos calificando de nuevo, enfrentó en cuartos a La Piedad empatando el de ida 0-0, mientras en el juego de vuelta los freseros los golearon 4-1. En semifinal Unión de Curtidores era el rival, en la ida en León la trinca ganó 1-0, en la vuelta sorpresivamente Curtidores goleó 5-2 al Irapuato que por segunda vez falló en esta instancia, decepcionando a su afición que no creía lo que le sucedía al equipo cuando llegaba a semifinales.
Invierno 1999 nuevamente se integró un plantel con jugadores como Samuel Mañez, Christian Morales, José Enrique García y Martín Rodríguez nombrando a Juan Álvarado Martín como entrenador. En el torneo la trinca de nuevo dominó, obteniendo el segundo lugar general con 35 puntos y registrando 14 juegos invictos; en liguilla se enfrentó de nuevo en cuartos a La Piedad al que derrotó con 1-1 la ida y 2-0 la vuelta; En semifinal ante Zacatecas al que venció en la ida 1-0 y de nuevo aparecía el mal presagio de las dos semifinales pasadas, en la vuelta Irapuato por fin llegó a la final al empatar en sufrido duelo 1-1. La final fue contra Zacatepec En la ida la trinca derrotó 3-1 con dos goles de Morales y de Rodríguez, regresando en la vuelta que se complicó al final Los freseros empataron 2-2 Rodríguez y Morales marcaron y se llevaron el campeonato. Luego del título Atlante intentó desmantelarlo tratando de llevarse a elementos importantes, pero esta acción no se llevó a cabo.

### Años 2000
En el verano 2000 el campeón continuó su dominio al quedarse el segundo lugar general con 11 triunfos, 3 empates, 5 derrotas, 44 goles a favor por 34 en contra para 36 puntos. En liguilla enfrentó a Atlético Mexiquense en la ida la trinca lo goleó 5-2, en la vuelta también lo goleó 4-1 para un incuestionable 9-3 global. En semifinal eliminó al Ángeles de Puebla con cerrado 1-1 la ida y 2-1 la vuelta, así Irapuato avanzaba a otra final. Cruz Azul Hidalgo era el rival en la ida fue un 2-2 con tantos de Martín Rodríguez y Jesús Gutiérrez y la vuelta se disputó en Irapuato el 10 de junio de 2000 por la noche ante un Sergio León Chávez que registró sobre-cupo, igualaron a dos tantos, obra de Christián Morales y Martín Rodríguez por la Trinca, por la visita marcaron Alejandro Corona y James Owusu. En los tiempos extra no anotaron y todo se definió en Penaltis, Abrió la tanda la visita, los cobros por orden fueron así: Pedro Reséndiz, Josef Nemec, acertaron y fallaron Erik Marín, y Mario Ramírez el decisivo. Por los locales Martín Rodríguez, Christián Morales, Víctor Saavedra y Héctor Gómez acertaron para ganar el ascenso 4-2 en penaltis. Así como Bi-Campeón, La Trinca regresó por la puerta grande al máximo circuito.
En su primera temporada de vuelta en el máximo circuito, el invierno 2000, el equipo debutó ante Guadalajara empatando a cero en Jalisco, se ubicó en el grupo 2 junto al Atlas, UANL, UNAM y el Atlético Celaya. Esta temporada sería sorpresiva para el Irapuato, lograría un segundo lugar de grupo con 25 puntos en 17 partidos, y con ello el pase al Repechaje de la Liguilla que es su única participación en una liguilla de Primera División, en contra de Morelia. En la ida de locales ganaron 1-0 con gol de Francisco Gómez Portocarrero, pero a la vuelta los "Monarcas" derrotó a los Freseros con 7-2. Los dos tantos de los Freseros fueron por conducto de Ramiro Briseño y el argentino Christián "Tractor" Morales.
El verano 2001 el equipo prescindió de José Enrique García creativo del torneo anterior y el ascenso por diferencias con el cuerpo técnico, en su lugar arribó Antonio Mohamed pero su aporte fue nulo. Los guanajuatenses cayeron al sótano general con 13 unidades. A mediados del torneo fue cesado Juan Alvarado y en su lugar llegó Mario Trejo que nada pudo hacer por evitar el último sitio. Tras la conclusión del torneo, en el Draft trascendió la venta del club a Ciudad Juárez misma que fue desmentida, pero la realidad era que el Grupo Pegaso movería al club a Veracruz pues esta plaza resultaba más atractiva económicamente para ellos. A pesar de esa realidad finalmente los Freseros permanecieron en Guanajuato un torneo más.
Al siguiente torneo se refuerza con varios elementos provenientes del Atlante como el Chileno Christian Flores y Martín Boasso que tuvieron un paso casi insignificante así que la situación no mejora y es destituido Mario Trejo llegando Hugo Fernández al mando logrando rehacer al equipo con 19 puntos. Este torneo Irapuato tiene su primer campeón de goleo individual en el uruguayo Martín Rodríguez que firmó 12 goles en 18 juegos en la temporada. El último juego de la franquicia original se desarrolla contra Santos como local empatando 1-1.

### Traslado a Veracruz
Finalmente ocurrió lo esperado y Grupo Pegaso el 26 de diciembre de 2001 anuncia que: Irapuato se vuelve Veracruz y se traspasa con los mismos jugadores y cuerpo técnico. Raúl Quintana presidente de la franquicia dio razones por la salida del club como: falta de apoyo por la afición fresera y del gobierno local, no encontrar comprador en Guanajuato para la franquicia, además por motivos administrativos. Esto causó una gran indignación en el sector aficionado del Estado de Guanajuato, sobre todo por la porra llamada "Los Hijos de la Mermelada". Más tarde este mismo equipo pasó a ser los Jaguares de Chiapas, cuando el equipo de Veracruz (Los originales Tiburones Rojos) lograron el ascenso a primera mediante la promoción al derrotar al Club León, en un partido definitivo jugado en el Estadio Nou Camp de León, en donde el arquero jarocho Vincent dio el partido de su vida. Así que Irapuato se quedaba sin fútbol el verano 2002.
Para el Apertura 2002 el Querétaro equipo de primera A propiedad de la Promotora Deportiva Mexicana es traspasado a Irapuato cuando desaparecen los Reboceros de La Piedad en Primera División. Así resurge Irapuato bajo el nombre de "Real Irapuato" el presidente fue Mauricio Ruiz Sánchez.
José Luis Saldívar fue el entrenador que como antecedente tenía el haber dirigido al León en Primera División y había recién dirigido al Tampico-Madero en el verano 2002 llevándolo a la liguilla; Precisamente el plantel de los guanajuatenses se conformó con elementos del Tampico-Madero que desapareció en ese torneo y Querétaro; otras incorporaciones nuevas fueron el brasileño Josías Ferreira, Mariano Monroy y el veterano arquero Carlos Briones. Los freseros regresaron al profesionalismo el 11 de agosto de 2002 contra Durango empatando 3-3 con las 3 anotaciones de Josías Ferreira; en casa se presentó contra Cobras venciéndolo 2-1 goles de Pedro Muñoz y Josías Ferreira; luego de vencer a domicilio 4-2 a La Piedad volvió el Clásico del Bajío cuando reciben a León en la cuarta jornada derrotándolo 2-0 goles de Ferreira y Mariano Monroy; se mantendrían invictos hasta la jornada 13 cuando caen visitando a Cihuatlan 3-1; solo perderían una vez más para finalizar como líderes de grupo y segundo lugar general con 35 puntos; el mejor goleador fue Josías Ferreira con 15 goles seguido de Ariel González con 9.
La liguilla se enfrentó contra Oaxaca, perdiendo el de ida 2-1 el gol fue de Ariel; para la vuelta Irapuato gana 2-1 goles de Samuel Terres y Josías Ferreira; en cambio para Oaxaca marco el antiguo goleador fresero Cristian Morales; el empate global favoreció a los freseros por su ubicación general. Tapatío fue el rival de semifinal; le gana el de ida 1-0 con gol de Ferreira; en la vuelta golean a los jaliscienses 4-2 con una tripleta de Ferreira más otro de Ariel González; por los tapatíos descontó "Maza" Rodríguez y Juan Pablo Alfaro.
Los Reboceros de La Piedad que fueron líderes eran el rival final; el de ida se celebra el 18 de diciembre en Irapuato con empate 0-0; para la vuelta el 21 de diciembre en el Juan N. López nuevamente igualan 0-0. En tiempo extra sigue el empate y son necesarios los penales los freseros anotaron mediante: Ferreira, García Reza, Antonio Chávez, falló Ariel González; La Piedad cobró así: Ricardo Sánchez, José Carlos Días, Marco Cerecero, José Galindo; falló Eduardo Fuentes; en la sexta ronda definitiva falló primero Luis Francisco García y Raymundo Montalvo ante la presión local marcó el definitivo de esa manera Irapuato se imponía 5-4 para proclamarse campeón con medio boleto para regresar.
Fue así que en el 2003 con una buena actuación llegó a la liguilla siendo eliminado en cuartos de final, por Tapatío 4-5 global. En la final de Ascenso León era el rival así el clásico guanajuatense se disputó. El miércoles 18 de junio el Irapuato vencía a domicilio al cuadro esmeralda 2-1 con goles de Ariel González y un autogol de Gorsd. En la vuelta y antes del encuentro el Estadio Sergio León Chávez fue tomado por un comando armado presuntamente contratado por directivos del León, mismo que fue recuperado por varios aficionados Freseros de forma violenta.
Ya en la final el estadio se pintó totalmente de Rojo, En un acuerdo no se permitió afición proveniente de León, El duelo se tornó complicado, León trató de empatar el global, Aparentaba un 0-0 sin embargo La trinca no decepcionó a su afición cuando a 11 minutos del final Josias Ferreira sentenciaba al León así los freseros vencián 1-0 y de nuevo regresaba a Primera División.
Cabe mencionar que contra todos los pronósticos y con un equipo aguerrido, el Irapuato le ganó meritoriamente el título al León como claro favorito que tenía un equipo mejor formado y con varias figuras.

### El fugaz año en Primera División
Con varios refuerzos provenientes del Querétaro, Los Freseros iniciaba una nueva etapa, Presentándose contra Monarcas Morelia con un empate 1-1, y luego de 5 fechas alcanzó el liderato general tras vencer en Irapuato 2-0 a Tigres, sin embargo el equipo entró en una mala racha desde que fue goleado 6-1 ante Atlas de visitante en la fecha 7, por lo que la Directiva le dio las gracias a José Luis Saldivar y puso a Carlos de los Cobos por 4 fechas terminando con 22 puntos y el lugar 15 de 20 equipos.
En el Clausura 2004 llegó Alexandre Guimarães como entrenador y trajo al Ecuatoriano Edison Méndez y a dos Costarricenses Mauricio Solís y Rónald Gómez este último no fue del agrado de la Afición Fresera que lo abucheaba constantemente. Además se vendió al América a Ariel González lo que molestó al aficionado todavía más. Fue una temporada aceptable con 26 puntos por 6 triunfos, 8 empates y 5 derrotas. Entre algunos duelos destacados se considera el juego de la jornada 7 cuando recibe a América ganando 2-1; la peculiaridad no fue el resultado sino el hecho que una mujer árbitro por vez primera en la Primera División Mexicana siendo Virginia Tovar; también en juegos negativos hubo 4 empates 0-0 y los Freseros sumaron una marca negativa de 489 minutos sin hacer gol; además se llevaron la peor goleada de la temporada cuando salieron masacrados de Puebla 6-0; la trinca sellaría esta etapa ganando ante Veracruz en casa 3-2 quedando a un punto de haber calificado.
Sin embargo los constantes rumores de que la Trinca era propiedad de grupos de narcos, se vendería a León o simplemente desaparecería por la inminente reducción de equipos, alejó la afición del estadio que no acudía y se registraron entradas de 2 mil personas en varios cotejos, la peor fue el juego contra Santos donde se vendieron solo 755 entradas con 1540 asistentes, (cabe mencionar que desde León donde se enlaza a todo el estado se abría la señal de Televisión para desmotivar la afición). Luego tras la conclusión del torneo Kleber Mayer presidente del club anunció que se llevaría la franquicia a Colima. Pero la Federación Mexicana de Fútbol decide reducir la liga de 20 a 18 equipos, por lo que el Irapuato junto con el Querétaro Fútbol Club desaparecen. Esto se da entre la sospecha de que el equipo le pertenecía al crimen organizado del centro de México, lo que derivó en una investigación de la Procuraduría General de la República y así, le Femexfut decide terminar las sospechas y desaparecer al equipo, pagando alrededor de diez millones de dólares a sus propietarios, de los que nunca se conoció su identidad real.

### Otra oportunidad perdida
La plaza Fresera se quedó sin fútbol en 2004 y 2005; hasta que directivos del Mérida FC para Apertura 2005 traspasan su franquicia a Irapuato,  mencionar que estos terceros Freseros no motivaron a la afición que perdió toda la confianza y este equipo llegó a ser la peor Trinca Fresera de la historia, así debe jugar contra los Delfines de Coatzacoalcos que provenía de Segunda con global 4-3 luego de caer 3-1 en el cotejo de ida y aunque ganó el de vuelta 2-1 no le alcanzó y así terminó por descender en Clausura 2006 a tercera división cerrando una página negra en la historia fresera.
En ese equipo militaron pocas figuras, se podría mencionar a Oscar Razo, Sergio Valenti y el japonés Kenji Fakuda.
Así que Irapuato por vez primera vive un descenso a un tercer nivel en México aunque no sería la primera vez que los freseros militarían en dicha división, pues en años anteriores jugaban filiales de los Freseros, pero no el considerado equipo grande. Sn embargo por los siguientes años la misma franquicia representa sin mayores logros la ciudad durante 2006, 2007 y parte de 2008 y en la actualidad aún milita en la misma división sin siquiera acercarse a una posibilidad de ascenso real, al menos, por méritos deportivos.
Fue en la apertura 2008 cuando el Pachuca Juniors logró el ascenso a Primera "A", entonces Ramón Morató adquirió su franquicia, que fue puesta en venta por la directiva Hidalguense, para regresar a la Trinca Fresera a la Primera División 'A', dándole el nombre de: "Club Irapuato Por Siempre".

Armado con pocas esperanzas, Ricardo Rayas su entrenador apuesta por un equipo novel que sorprendió con una gran campaña, logrando ser la mejor defensiva en el torneo regular encajando 6 goles en su portería. En la liguilla en los Cuartos otra vez se encuentra al León y lo elimina con un marcador global de 2-1. En semifinal supera al Pumas Morelos 2-0, y en la Gran Final contra los Gallos Blancos de Querétaro, con quienes empataron a 0 goles en el Sergio León Chávez en el partido de ida fueron derrotados en La Corregidora por 2 goles a cero en el juego de vuelta, siendo así subcampeones del Apertura 2008.
Ya en el Clausura 2009 el equipo no realizó un buen torneo y no clasificó al sumar 20 puntos ubicado en 4.º lugar del grupo 2 y 17.º lugar general. Para Apertura contrató a elementos como Diego Olsina, el regreso de Ariel González proveniente de Veracruz. Pero el equipo protagonizó sin embargo una inesperada renuncia del entrenador Teodoro Orozco en la fecha 14, siendo relevado por Oswaldo Battocletti, el argentino continuó el trabajo de su antecesor al concluir como líder general con 32 puntos y con el nuevo formato impuesto para esta temporada 2009-10 accedió directamente a semifinales, en donde se enfrentó al Veracuz. El juego de ida perdió 1-0 y le fue expulsado un elemento, en la vuelta los Freseros golearón 3-0.
En la final enfrentó a Necaxa. El juego de ida de nuevo perdió 1-0 con anotación de Alejandro Castillo al 74' Necaxa aprovechó bien la expulsión del defensa Gandhi Vega al minuto 54. El juego de vuelta logró empatar el marcador pues ganó en tiempo regular 2-1; goles de Ariel Gonález de penal al 15', y a un servicio de Pizzichilo al 19' para aventajar el global 2-1, un descuido defensivo causó el empate global en anotación de Mauricio Romero a servicio de Marco Reina al 77'. Todo se definiría en tiempo extra donde Necaxa sorprendió iniciando el primer tiempo. Al 91’ Alejandro Castillo volvió a anotar dando ventaja al equipo del Necaxa y aprovechando un centro de Hurtado que sin problemas remató de cabeza. El agónico empate llegó para la Trinca al 98' cuando Jorge Manrique cobró una falta puso el balón en el ángulo izquierdo de Iván Vázquez Mellado, para el 3-3 global. El 3-3 del partido y 3-4 global otra vez fue por conducto de Alejandro Castillo al 108' en otro gol de cabeza a servicio por derecha de Carlos Hurtado, en una jugada de contragolpe, Necaxa esta vez no permitió el empate replegándose totalmente y aun así los Freseros se negaron a perder y con el ¡Sí se puede! los aficionados trataron de impulsar a sus elementos. Así Jesús Gutiérrez conectó un envió para que Vázquez Mellado salvara la ventaja enviando a tiro de esquina. Sin embargo para su afición y el mismo Irapuato no había más, los aficionados terminaron por silenciarse y resignarse comenzando a abandonar el estadio cinco minutos antes de que el partido llegara a su fin.

### Años 2010
Para el Bicentenario 2010 mantuvo la base de su plantel. Luego de un regular inicio la mejoría no llegaría y solo realizan 20 puntos ubicándose en lugar 11 y no calificaría. A mediados del torneo es destituido Oswaldo Batocletti por Ignacio Rodríguez.
Apertura 2010. Los Freseros se colocan en los reflectores cuando anuncian ante la incredulidad de la afición, que el seleccionado nacional Cuauhtémoc Blanco era contratado por los Freseros ganándole el fichaje a otros clubes interesados como Veracruz que lo tenía a punto de firmarlo, Tigres e incluso equipos de la MLS como Dinamo de Houston y Chicago Fire, se estimó la operación en 2.5 millones por el año el anuncio se hizo oficial el 14 de julio de 2010. Y Cuauhtémoc Blanco reportó a pesar de numerosos compromisos que debe cubrir y precisamente uno de ellos con el canal Fox Sports donde tiene un programa que conduce desde enero de este año y mientras militó con los Escualos le hizo tener una baja de juego el torneo pasado pues debía viajar para realizar el programa.
También se anunció la contratación del chileno ex figura de Tecos, Morelia y América Reinaldo Navia que solo tuvo una tarde afortunada cuando mostró su jerarquía anotando 3 goles a La Piedad y realmente después no tendría un mayor aporte. Inicia la temporada con el técnico argentino Américo Scatolaro ganando 1-0 a Dorados de Sinaloa, con gol de Ariel González. La segunda jornada se presenta en Mérida con Cuauhtémoc Blanco alineando, ocasionando un lleno en el estadio Carlos Iturralde, pero los freseros cayeron 1-0. La tercera jornada luego de una suspensión por una fuerte granizada el sábado por la tarde que inundó la cancha del Sergio León se reprogramó el domingo, la trinca sin argumentos perdió 2-0 con los Alacranes de Durango siendo de esta forma destituido Américo Scatolaro y llega Ignacio Rodríguez que equilibra el equipo y consigue 26 unidades que lo califican, en los cuartos eliminan 4-3 a Durango y fue Ariel González el héroe en el duelo de vuelta pues los Freseros estaban siendo sorprendidos con un 3-0 de medio tiempo. En semifinales como el año anterior se encuentran al Veracruz con un ingrediente de jugar Blanco ahora con la trinca y quien en tiempo atrás jurara ascender los escualos. El duelo de ida registra un triunfo fresero por 2-0. El juego decisivo en el Estadio Luis "Pirata" Fuente ganan los Tiburones 3-1.
En el Clausura 2011 la directiva dio de baja a Reynaldo Navia en tanto ratificó a Ignacio Rodríguez como técnico. Ahora se mantuvieron dominando parte de la campaña y disputó directamente ser el mejor equipo contra León sin embargo en el Clásico del Bajío en Irapuato la fiera se lleva el duelo 2-1 y de paso se proclama líder general al sumar 34 puntos por 33 de la trinca. En cuartos de final la trinca enfrenta a Dorados de Sinaloa, que accedió como octavo ante la desafiliación del Veracruz por parte de la Federación Mexicana de Fútbol, un episodio no muy claro, y con situación muy similar a la que tenía el Atlas de Guadalajara. Los freseros los eliminaron empatando 1-1 global. Para la semifinal, su rival fue el Club Neza. El duelo de ida concluye con victoria para Neza 1-0 pero en casa los Freseros se imponen 2-0 con goles de José Luis “Parejita” López y Cuauhtémoc Blanco accediendo a la final ahora contra el campeón vigente Xolos (Perros Aztecas) de Tijuana, que eliminó en su propio feudo a León. La final de ida se disputa en Tijuana empatando 1-1 con goles de Alejandro Molina por los Xolos y Ariel González por la trinca. El duelo que podría sentenciar todo se realizó el sábado 14 de mayo en el Sergio León Chávez, y fue un juego muy reñido esto debido al planteamiento táctico-defensivo de los visitantes durante todo el encuentro estando 0-0 pero a 4 minutos del final una jugada de desborde de Gandhi Vega envía un servicio que remató José Cruz Gutiérrez para dar el título a los Freseros y la oportunidad de buscar el ascenso.
El encuentro por el ascenso se llevó a cabo el miércoles 18 de mayo de 2011 en la noche una vez más con los Xolos de Tijuana, dado que habían sido el campeón de la Primera Vuelta en la División de Ascenso Primera "A", donde la trinca volvió a tener un rival sumamente precavido y defensivo. Por su parte los Freseros no encontraron el gol, el tiempo se consumió con escasas llegadas para decretar el 0-0 del primer episodio, durante el encuentro Blanco salió lesionado y se puso en duda su participación para el de vuelta; Finalmente el sábado 21 de mayo todo se definiría en el Estadio Caliente de Tijuana, la perrera de los Xolos y al filo del mediodía con cerca de 41 grados. Fue un juego ahora precavido por los visitantes que perdieron a su mejor arma en Cuauhtémoc Blanco que no alineó. Los Xolos se lanzaron al frente buscando la ventaja. Pero al minuto 18’ llegó una acción polémica cuando Yacuzzi disparó al marco de Martínez, el trallazo lo venció y este se estrelló al larguero y picó claramente dentro del marco y salió, el juez central Macías Romo no validó el gol.
Los fronterizos continuaron su ataque entre un desconcierto fresero y fue hasta el minuto 28; cuando Benny Corona que fue un motor en ese momento creó la jugada eludiendo a 3 elementos Freseros, le cedió a Ruiz que envía un centro a Mauro Gerk en el área, este devuelve el balón a un bote que Corona solo y ante la tardía salida de Martínez le bombea la pelota de cabeza. Esta se estrella al larguero pero ahora picó más de un metro dentro así el local se fue arriba. En ese momento se presagiaba una goleada ya que la trinca no tenía ni llegada ni juego, al 31' Irapuato pierde el balón en la salida mismo que recupera Richard Ruiz que a toda velocidad recorre 3 partes del campo sin que nadie lo marcara, le cede a Corona que adelanta el balón ante la llegada de Mauro Gerk que de potente derechazo vence a Martínez para el 2-0 que sería definitivo.Pero al minuto 38, Margarito González del Irapuato cobra una falta y envía centro que no corta bien Pineda y esta rebota sobre Alejandro Molina y se introduce para el autogol del 2-1 que fue el marcador final. Para la parte complementaria Joaquín Del Olmo prefiere contragolpear sin arriesgarse a ser empatados, en tanto la trinca tuvo más tiempo el balón pero no tenía contundencia ni llegadas claras de gol, solo una ocurre al 68 cuando un centro lo remata bien Alejandro Castillo dejando parado a Pineda, desafortunadamente sale desviado, esta jugada pudo empatar, tras esto los Freseros ya atacaban sin idea por lo que Tijuana solo los soportó para concluir el encuentro, de esa manera la trinca seguirá en la Liga de Ascenso.
Apertura 2011: la trinca tendría un año poco constante, con Blanco alineando poco por sus lesiones, los refuerzos no tuvieron un peso destacado, la trinca debió esperar hasta la última fecha para calificar como quintos pero su rival fue el León quien cobró muchas cuentas pendientes al derrotar a la trinca en ambos juegos, en el juego de ida en Irapuato 0-1 y en el de vuelta 2-0, con un global de 3-0 avanzaran a semifinal. Luego de la eliminación la directiva destituyó a Omar Arellano el estratega de los Freseros. Clausura 2012: La directiva contrata al experimentado técnico pero sin gran cosa que presumir Héctor Enrique Hugo Eugui Higo el cual llegaba luego de fracasar con los Diablos Rojos del Toluca. Mientras esto se daba Cuauhtémoc Blanco salió del club por la puerta de atrás pues jugó muy poco por sus lesiones el torneo anterior, más el adeudo millonario que tiene con el equipo, pues la directiva no cumple al no cubrir el pago del jugador quien con su representante demandó al club en febrero de 2012 y apareció la probabilidad que lo desafilien al no cubrir casi 19 millones de pesos en adeudos a exjugadores. Los freseros tienen un nivel muy malo, hubo una racha negativa de 5 juegos sin ganar, culminaran el campeonato con escasos 14 puntos en lugar 12. Apertura 2012: Un torneo muy malo las expectativas radicaron en ser finalista, pero la realidad no ayudó a los freseros, en el torneo de Copa pese a derrotar en ambos duelos a Puebla no ganó más,  Toluca le venció en ambos cotejos mientras el otro poblano Lobos los goleo 4-0 de visita y empató 1-1 en casa para sumar únicos 8 puntos que lo marginaron de avanzar. Al finalizar el torneo concluye con 16 puntos en lugar 12. Más tarde la directiva debió cubrir un millonario adeudo con Cuauhtémoc Blanco al que debían 3 millones de pesos era necesario el pago pues la Federación Mexicana de Fútbol, intervendría desafiliando al club, dicho pago se realiza el 15 de diciembre pero es una realidad que un grupo de Zacatepec fue quienes solventaron la deuda, a cambio este grupo se apropió del 65% de acciones del club lo que supone un inminente riesgo de una nueva desaparición a partir del apertura 2013 terminando en Zacatepec probablemente. Clausura 2013: Los Freseros continúan con Héctor Medrano al frente, llegan Jorge Zamogliny, Carlos Balcázar, debutan ganando 1-0 a Estudiantes Tecos, pero viene un par de derrotas (Leones Negros 0-1 y Mérida 0-1) con mucha gente expulsada otros muy displicentes como Juan Carlos Silva e Iñigo Rey. Como no había mejora, llegó César Marqués como técnico pero finalmente solo rescatan 7 puntos quedando en el último lugar. En el torneo de copa la trinca ubicados en el grupo 3, contra los Zorros del Atlas pierden 0-2 y empatan 2-2; contra Cruz Azul empate 0-0 y derrota 1-2; contra Lobos BUAP, ganó 4-0 y empató 1-1; con 7 puntos totales queda en tercer lugar volviendo a quedar eliminado de la fase final.
Al concluir el torneo de Apertura 2012; surgió el rumor que Irapuato se traspasaría a Club Zacatepec, esto debido a que por adeudo del Club en la FMF recurrió a inversionistas del estado de Morelos, para evitar la desafiliación en diciembre; este grupo manejo desde un inicio que se hicieron de la mayoría de acciones del equipo y que su intención era llevar el equipo a Zacatepec, tras la culminación del torneo de Clausura 2013. "Es un hecho que los Freseros por siempre dejarán la ciudad", declaraba el gobernador de Morelos Graco Ramírez; Martínez aceptó ceder su porcentaje si otro club llegaba a la entidad fresera; pero aunque hubo rumores que La Piedad que finalmente ascendió a Primera División, "Los Reboceros" se mudarían a Irapuato por un año mientras su estadio era acondicionado, pero esa posibilidad en la junta del 20 de mayo es desechada, pues La Piedad sería traspasado a Veracruz. La última opción ante la inevitable salida del equipo era que los Gallos Blancos que descendieron llegaran a la ciudad y crearían un nuevo equipo de "La Trinca Fresera", sustituyendo a la actual franquicia que se trasladó a Morelos y se transformó en Zacatepec 1948; pero como Jaguares y Querétaro se fusionaron esa plaza fue absorbida y así Irapuato se quedó sin fútbol en la Liga de Ascenso.
Tras esta desaparición del equipo se había hecho oficial la llegada del Unión de Curtidores, pero su presidente prefirió quedarse en León tras recibir el aval para jugar en el Estadio León, de manera que la directiva fresera no se lo esperaba. Pese a todo esto poco después adquirieron una franquicia del Querétaro FC que militaba en la Liga Premier de Ascenso de la Segunda División de México, por lo cual jugaron el torneo Apertura 2013 en la Liga Premier de Ascenso con el plantel de la franquicia que adquirieron de Querétaro. Esta franquicia llegó a ingresar a la liguilla de Copa de la Liga Premier de Ascenso en el Apertura 2013, en donde llegaron a la final contra Cruz Azul Jasso y la perdieron por marcador global de 1-0, de esta manera el Irapuato quedaba subcampeón. Al finalizar este torneo la franquicia se regresó a Querétaro, esto debido a la re-estructuración que hubo en el Grupo Delfines y que decidió que el equipo que jugó en el Apertura 2013 en el Estadio Sergio León Chávez, como Irapuato, volviera a sus raíces para jugar ya sea en el Estadio Corregidora o en el de La Cañada.
El 30 de mayo de 2014 se oficializó el cambio de sede del Ballenas Galeana a Irapuato. Además, circuló una carta del presidente de la Asociación Civil de Club Irapuato, J. Concepción Enríquez dirigida a Enrique Bonilla, secretario general del Ascenso MX, donde en la AC se declaró como propietarios de la marca, nombre y escudo del equipo Irapuato y a su vez confirmaron el préstamo de los mismos a Rafael Flores Alcocer y al Grupo FAHARO S.A. de C.V. a partir de ese momento hasta junio de 2015. Como fue acordado, la franquicia solo estuvo durante una temporada en la ciudad y el 7 de junio de 2015 se oficializó se traslado a a Los Mochis, convirtiéndose en Murciélagos Fútbol Club. En mes de julio se anunció que el equipo seguiría existiendo, pero ahora filial del Club Celaya en la Segunda División de México, siendo la empresa Desarrolladora de Fútbol México ALC S.A. de C.V. los dueños de la franquicia.
En la Liga Premier, Irapuato pasó por 2 semestres intentando llegar a la liguilla sin éxito alguno, pero en el Apertura 2016 consiguió llegar a la gran final enfrentándose al club Coyotes de Tlaxcala, donde la ida se jugó en el Estadio Sergio León Chávez que registró una gran entrada, recordando los tiempos de oro del Irapuato. El marcador quedó 3-3 para definir todo en el partido de vuelta. El Estadio Tlahuicole recibía la gran final de vuelta donde el marcador quedaría 2-2 en 90 minutos y obligaría a irse a tiempos extras en donde ningún equipo logró imponerse y llegaron los penales, donde la Trinca perdería la serie y quedaría subcampeón.
En el Clausura 2017, Irapuato otra vez llegaría a la liguilla como superlíder y en los cuartos de final se enfrentaría al club Murciélagos FC, quien por problemas de pago no pudo disputar los encuentros, así la trinca llegaría directo a semifinales, donde enfrentarían a Pioneros de Cancún. La ida se jugó en Cancún y el Irapuato perdería 3-1, para la final de vuelta en el coloso fresero la trinca buscaba remontar el marcador en el primer tiempo pero sin éxito, en la segunda parte Irapuato anotó un gol al final del partido La trinca anotó 2 goles en el tiempo de compensación y ganaba 3-0 con globlal de 4-3. Ya en la final se volvería a enfrentar a Coyotes de Tlaxcala buscando quedar campeón y tener derecho a disputar la final para ascender al Ascenso Bancomer MX, en la ida el partido finalizó 3-0 en contra de los azulgranas, y en la vuelta que se jugó en el Estadio Sergio León Chávez el marcador final sería 1-0 favor de Coyotes de Tlaxcala que ascendería directamente al Ascenso Bancomer MX. Sin embargo no hubo ascenso ya que Tlaxcala no cumplía con los requisitos para jugar en la Liga de Ascenso. Un mes después de la final, Irapuato A.C (dueño de los derechos del equipo), canceló el comodato con la promotora de Fútbol de Celaya, dejando a la ciudad fresera sin fútbol nuevamente.
En la temporada 2018-19 el equipo regresó, esta vez a cargo del empresario Jorge Rocha, con un plantel donde la mayor parte de los jugadores fueron irapuatenses, además, se creó una plataforma con el objetivo de llegar al Ascenso MX, la directiva recuperó el horario de juego de los sábados las 7 de la noche y el club se encargó del mantenimiento del estadio. Estos cambios hicieron que el equipo finalizara la temporada regular en primera posición general, sin embargo, en la liguilla el equipo cayó eliminado en cuartos de final ante Cruz Azul Hidalgo. En abril de 2019, el Gobierno del Estado inició gestiones para devolver al Irapuato a la Liga MX mediante la compra de la franquicia perteneciente a Lobos BUAP, finalmente, las conversaciones se interrumpieron al no llegarse a un acuerdo respecto al valor de la operación. Tras el fracaso de la primera negociación, la directiva de Alebrijes de Oaxaca planificó trasladar a su equipo a la ciudad fresera, sin embargo, la operación fue cancelada por la falta de certificación del estadio Sergio León Chávez, por lo que el Irapuato permaneció en la Liga Premier. En junio de 2019 el equipo fue renombrado como Club Atlético Irapuato, manteniendo el mismo escudo y colores del equipo,

### Años 2020, la gran polémica del no ascenso y la ausencia de dos años
Para la temporada 2020-21, la familia San Román, dueña de Grupo Tecamachalco, es presentada como la nueva directiva del equipo, retomando el nombre de "Club Deportivo Irapuato", con esta nueva administración se logró llevar al equipo hasta las instancias de las finales de la temporada en las cuales lograron derrotar al Cruz Azul Hidalgo en la gran final luego de haber conseguido un marcador global de 3-1, con esto se consideraba que el club había logrado su ascenso a la Liga de Expansión MX de manera deportiva. Sin embargo, el 3 de junio la FMF anunció la apertura de una auditoría para determinar el equipo ganador de la promoción de categoría, esto debido a que la empresa encargada de la revisión de las cuentas del club consideraba que la administración no cumplía con los requisitos relacionados con la procedencia de los recursos para sostener financieramente al equipo. Finalmente, el 5 de julio la Federación dio a conocer que el Club Deportivo Irapuato fue rechazado en la Liga de Expansión, al igual que los otros clubes que entraron en la auditoría de certificación, por lo que el sueño del ascenso de categoría quedó frustrado para el equipo y la afición.
Tras recibir la negativa para participar en la Liga de Expansión, la directiva del club anunció la continuación del equipo en la Serie A, como lo había hecho la temporada anterior, por lo que comenzó con los pasos necesarios para la conformación del equipo. Sin embargo, a finales del mes de agosto el Grupo Tecamachalco traspasó la franquicia a empresarios locales luego de que Fernando San Román, propietario del conglomerado empresarial, fuera sancionado por la Federación Mexicana de Fútbol y la compañía decidiera iniciar operaciones en el fútbol de Costa Rica. Con este movimiento de propietarios se buscaba que el club se mantuviera en la ciudad y pudiera optar al ascenso de categoría al contar con una administración libre de problemas con la Federación. Sin embargo, luego del acuerdo, el Ayuntamiento de Irapuato anunció que no permitiría el uso del Estadio Sergio León Chávez al equipo debido a que consideraban que se había presentado un incumplimiento de contrato por parte del Grupo Tecamachalco, por lo que el Grupo buscaba poder jugar en una cancha alterna cercana a la ciudad al considerar que no había condiciones para la práctica del fútbol en el SLCH, mientras tanto las autoridades municipales anunciaron pláticas para la llegada de una nueva franquicia bajo la administración del club Alebrijes de Oaxaca, no obstante, el acuerdo entre ambas partes fracasó, por lo que Irapuato se quedó sin fútbol durante las temporadas 2021-2022 y 2022-2023, situación nunca antes vista en la ciudad.
Tras dos años de ausencia el equipo fue recuperado en junio de 2023, manteniendo el nombre de Club Deportivo Irapuato y continuando en la Serie A de la Liga Premier, aunque bajo la administración de la empresa Healthy People.En el primer torneo bajo esta nueva administración el equipo alcanzó las semifinales de grupo, en donde fue eliminado debido a la mejor posición en la tabla de su rival, el Racing Porto Palmeiras.
En el Torneo Apertura 2024 la Trinca alcanzó la final del torneo tras dejar fuera en la liguilla a los clubes Inter Playa del Carmen y Cimarrones de Sonora. Sin embargo, en la serie final por el campeonato fueron derrotados en penales por el club Aguacateros de Peribán, tras empatar a tres goles en el marcador global, por lo que el Irapuato obtuvo su octavo subcampeonato en Segunda División.
En el Torneo Clausura 2025, el equipo trinca finalmente se coronó campeón, tras derrotar en la final a Aguacateros de Peribán, su verdugo de la final del torneo anterior, pero en la final de la temporada, Irapuato no pudo con ese mismo rival y perdió la posibilidad de campeonar.

### Entrada en la Liga de Expansión y la polémica con A.C.
El 19 de junio de 2025, en la Asamblea de la Liga de Expansión, cuya Asamblea decidió la incorporación del Irapuato a la Liga de Expansión, significando así su regreso definitivo, a la categoría de plata del fútbol mexicano, tras pocos años de ausencia. El equipo trinca será el 16° equipo de la Liga de Expansión y su reestreno en la categoría de plata del fútbol mexicano, será en el Torneo de Apertura 2025.
Mientras la ciudad explotaba de emoción, al poco tiempo el Club Deportivo Irapuato A.C. Enviaba una carta a la Federación Mexicana de Futbol y la Liga de Expansión, informando que el equipo propiedad de Healthy People, no contaba con los permisos de nombre, escudo y estadio, complicando el ingreso a la categoría de plata.
Mientras los directivos callaban, el gobierno municipal anunció que apoyarían la decisión de la liga y estarían buscando mediar el asunto aunque recalcó que es un asunto entre particulares.
Club Deportivo Irapuato A.C. denunciaba la falta de pago por las regalías durante 6 meses, además de la falta de mantenimiento a los palcos del estadio. Además hacia mención que no había voluntad por llegar a un acuerdo.
Conforme avanzaban los días y la falta de claridad en las negociaciones, la Liga de Expansión retrasó el arranque del Torneo Apertura 2025 y el calendario del mismo, pues a la par esperan la resolución, sobre la mudanza de Celaya a Veracruz y la reincorporación de Cimarrones.
El 2 de julio de 2025, la dueña del equipo Selomith Ramirez, ofreció una rueda de prensa en las instalaciones del estadio, en un inicio se manejo que seria la firma entre gobierno, asociación civil y directiva. Sin embargo, la tremenda sorpresa fué que no hubo dicha reunión, la dueña hizo mención que estaba en toda disposición, de pagar los adeudos que exigía la A.C. y que harían lo imposible, por llegar a la Liga de Expansión. Pero a su vez, dejo bién en claro que en dado caso de no lograrse el acuerdo, el equipo dejaría de existir.
Finalmente el 7 de julio de 2025, la alcaldesa de Irapuato Lorena Alfaro, mediante un video desde las instalaciones de la FMF, confirma que habrá futbol de la Liga de Expansión, al facilitar las negociaciones entre Healthy People y A.C.. Sin embargo, la polémica estallaría más tarde, cuando la propietaria del equipo mencionó que no hubo acuerdo, debido a que las condiciones que pedía el municipio, no eran muy favorables. Además, ratificó su intención de hacer desaparecer al equipo.
Ese mismo día, el secretario de ayuntamiento, Rodolfo Gómez Cervantes confirmaría las cantidades y condiciones, que le solicitaba al equipo para poder garantizar escudo y estadio, lo que provocó el estallo de la afición.
Tras la molestia de la afición y la presión de redes sociales, el gobierno modificó las condiciones establecidas, las cuales exigían un pago mensual de 500 mil pesos, para el mantenimiento del estadio, aparte del pago de regalías hacia la A.C.
Finalmente, el 9 de julio de 2025 en la Asamblea Extraordinaria de la FMF, se confirmó que el Club Irapuato jugará el Torneo Apertura de la Liga de Expansión 2025, iniciando el torneo como local ante Venados, el próximo 1 de agosto.

## Cambios del equipo

### Denominaciones y franquicias
A lo largo de su historia, "Irapuato" ha visto como el nombre de la institución ha cambiado hasta su denominación vigente. El club se fundó bajo el nombre de Club Deportivo Irapuato. A continuación se listan las distintas denominaciones de las que ha dispuesto el club a lo largo de su historia:
- Club Deportivo Irapuato: (1948-01) Nombre oficial cuando la franquicia debuta.
- Real Irapuato: (2002-04) Nombre oficial cuando se traslada la franquicia de Querétaro a Irapuato.
- Club Deportivo Irapuato: (2005-08) Nombre oficial cuando se traslada la franquicia de Mérida a Irapuato.
- Club Irapuato Por Siempre: (2008-13) Nombre oficial cuando se traslada la franquicia de Pachuca Juniors a Irapuato.
- Club Deportivo Irapuato: (2013-14) Nombre oficial cuando se traslada la franquicia de Querétaro "B" a Irapuato.
- Club Deportivo Irapuato: (2014-15) Nombre oficial cuando se traslada la franquicia de Ballenas Galeana a Irapuato.
- Club Deportivo Irapuato: (2015-18) Nombre oficial cuando Desarrolladora de Fútbol México ALC se convierte en dueño del equipo y lo convierte en filial de Celaya.
- Club Deportivo Irapuato: (2018-19) Nombre oficial cuando Jorge Rocha se convierte en dueño del equipo.
- Club Atlético Irapuato: (2019-20) Nombre oficial cuando Jorge Rocha decide cambiarlo.
- Club Deportivo Irapuato: (2020-presente) Nombre oficial cuando Grupo Tecamachalco se convirtió en dueño del equipo y mantenido por la administración de la empresa Healthy People.

### Propietario
- Grupo Pegaso: (1994-2001)
- Promotora Mexicana del Deporte: (2002-04)
- Arturo y Mauricio Millet Reyes: (2005-08)
- Ramón Morató: (2008-13)
- Concepción Enríquez Fernández: (2013-14)
- Grupo FAHARO S.A. de C.V.: (2014-15)
- Desarrolladora de Fútbol México ALC S.A. de C.V.: (2015-18)
- Jorge Rocha: (2018-20)
- Grupo Tecamachalco: (2020-2021)
- Healthy People: (2023–presente)

## Estadio

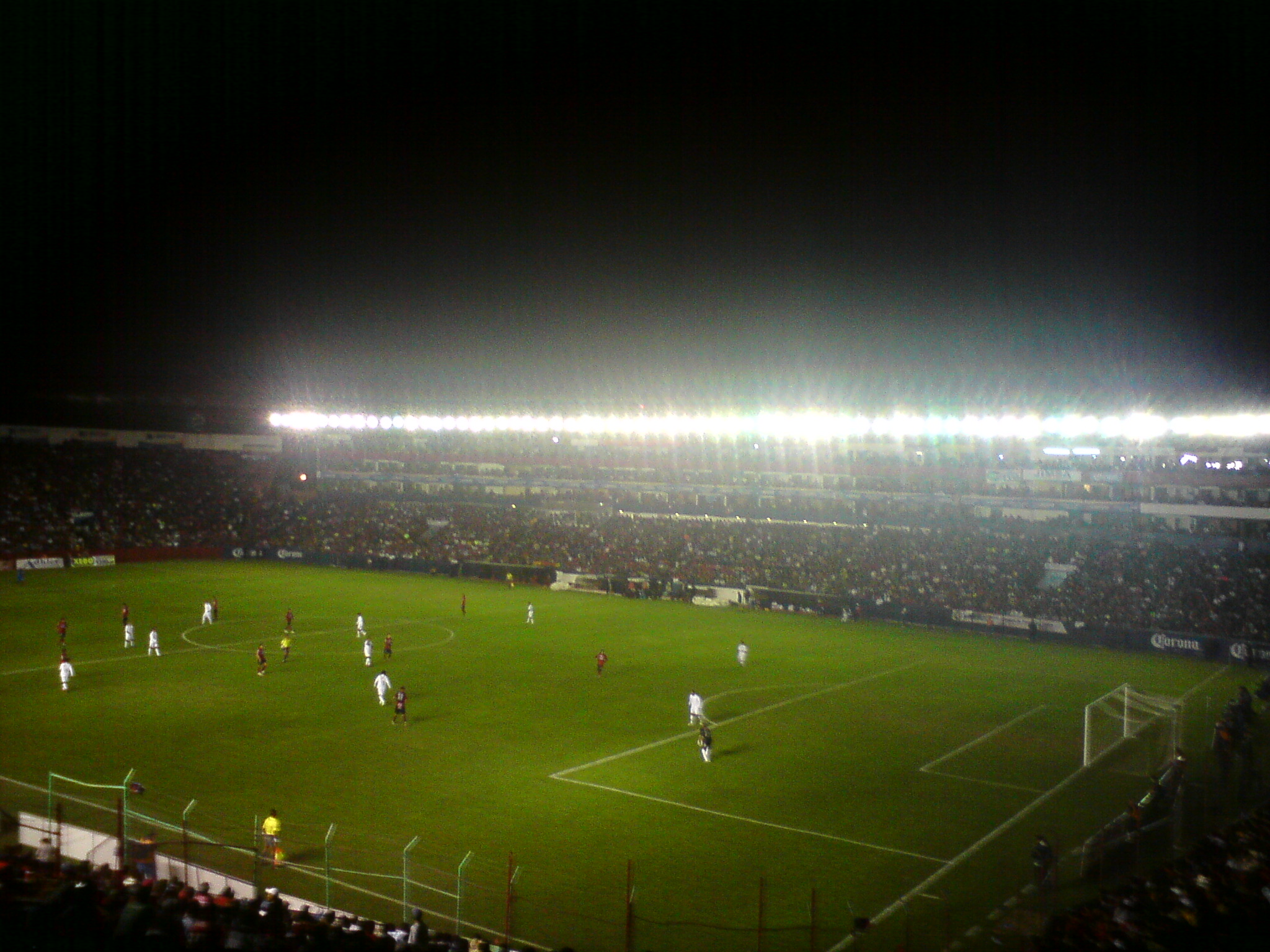
Estadio Sergio León Chávez.

El Estadio Sergio León Chávez se ubica en la ciudad de Irapuato, estado de Guanajuato, México. Fue fundado el 23 de marzo de 1969 con el nombre de "Estadio Irapuato", denominación que perdura hasta el 4 de enero de 1990 cuando se realiza la modificación al nombre del estadio por el de "Sergio León Chávez", en reconocimiento a la labor del expresidente del Club Irapuato que gestionó la construcción del estadio.
El inmueble se ubica en una de las esquinas de los cruces de las avenidas Vicente Guerrero Norte y Lázaro Cárdenas Oriente, perteneciente a la Colonia Moderna, en el Sector Chinacos. En las inmediaciones de la Zona Dorada de la ciudad de Irapuato, la zona financiera y de comercio de la ciudad.

## Uniforme

### Uniformes actuales
- Uniforme local: camiseta roja carmesí con detalles azules en cuello y mangas, pantalón azul marino y medias blancas con detalles azules.
- Uniforme visitante: Camiseta blanca con detalles azules y rojos en cuello y mangas, pantalón rojo con detalles blancos y medias rojas.
- Uniforme especial 110º aniversario: Camiseta blanca con cordeles negros en el cuello, pantalón rojo con detalles blancos y medias blancas con detalles azules.
- Marca: Keuka

| Primer Uniforme | Segundo Uniforme | Uniforme Especial |

### Uniformes anteriores
| 2019-2020       | 2019-2020        | 2019-2020                           | 2019-2020 | 2019-2020 | 2019-2020 | 2019-2020 | 2019-2020 | 2019-2020 | 2019-2020 | 2019-2020 | 2019-2020 |
| --------------- | ---------------- | ----------------------------------- | --------- | --------- | --------- | --------- | --------- | --------- | --------- | --------- | --------- |
| Primer Uniforme | Segundo Uniforme | Uniforme Especial 109.º Aniversario |           |           |           |           |           |           |           |           |           |
| 2018-2019       |                  |                                     |           |           |           |           |           |           |           |           |           |
| Primer Uniforme | Segundo Uniforme |                                     |           |           |           |           |           |           |           |           |           |
| 2017-2018       |                  |                                     |           |           |           |           |           |           |           |           |           |
| Primer Uniforme | Segundo Uniforme |                                     |           |           |           |           |           |           |           |           |           |
| 2016-2017       |                  |                                     |           |           |           |           |           |           |           |           |           |
| Primer Uniforme | Segundo Uniforme |                                     |           |           |           |           |           |           |           |           |           |
| 1992-1993       |                  |                                     |           |           |           |           |           |           |           |           |           |
| Primer Uniforme | Segundo Uniforme |                                     |           |           |           |           |           |           |           |           |           |
| 1988-1989       |                  |                                     |           |           |           |           |           |           |           |           |           |
| Primer uniforme |                  |                                     |           |           |           |           |           |           |           |           |           |

## Jugadores

### Altas y bajas: Apertura 2025
| Altas              | Altas         | Altas                | Altas    |
| Jugador            | Posición      | Procedencia          | Tipo     |
| ------------------ | ------------- | -------------------- | -------- |
| Humberto Hernández | Portero       | Celaya F.C.          | Libre    |
| Williams Bravo     | Portero       | Tepatitlán F.C.      | Libre    |
| Emilio Santillán   | Defensa       | Club Santos Laguna   | ?        |
| Elbis Sousa        | Defensa       | Atlante F.C.         | Libre    |
| Ventura Alvarado   | Defensa       | Mazatlán F.C.        | Libre    |
| Rafael Martínez    | Defensa       | Atlético de San Luis | ?        |
| Ricardo Peña       | Defensa       | Mineros de Zacatecas | Traspaso |
| Juan de Alba       | Defensa       | Venados F.C.         | Libre    |
| Raúl Sandoval      | Defensa       | Club Necaxa          | Libre    |
| Mauricio Reyes     | Defensa       | C.D. Guadalajara     | ?        |
| Eduardo del Ángel  | Mediocampista | Celaya F.C.          | Libre    |
| Juan Gamboa        | Mediocampista | Celaya F.C.          | Libre    |
| Jesse Zamudio      | Mediocampista | Tlaxcala F.C.        | Libre    |
| Alan Rodríguez     | Mediocampista | Cancún F.C.          | Libre    |
| Jahir Gutiérrez    | Mediocampista | Aguacateros CDU      | Libre    |
| Jesús Chacón       | Mediocampista | Acatlán F.C.         | Traspaso |
| Guillermo Muñoz    | Delantero     | Club Santos Laguna   | Préstamo |
| Daniel Cervantes   | Delantero     | C.D. Guadalajara     | Préstamo |
| Benjamín Sánchez   | Delantero     | C.D. Tapatío         | Traspaso |

| Bajas          | Bajas         | Bajas                | Bajas           |
| Jugador        | Posición      | Destino              | Tipo            |
| -------------- | ------------- | -------------------- | --------------- |
| Luis Galicia   | Defensa       | Pioneros de Cancún   | Fin de contrato |
| Rafael Ortiz   | Defensa       | C.F. La Piedad       | Fin de contrato |
| Edwin Cerna    | Mediocampista | Tigres de Álica F.C. | Fin de contrato |
| Iván Hernández | Delantero     | Racing de Veracruz   | Fin de contrato |

### Máximos goleadores
| Jugador                | País      | Período    | Goles[cita requerida] |
| ---------------------- | --------- | ---------- | --------------------- |
| Cristián Ariel Morales | Argentina | 1997-2001  | 123                   |
| Jaime Belmonte         | México    | 1959-1972  | 106                   |
| Ariel González         | Argentina | 2002-2015  | 101                   |
| Ligorio López          | México    | 1956–1963  | 66                    |
| Luis Cazaña            | Uruguay   | 1962–1972  | 66                    |
| Martín Rodríguez       | Uruguay   | 1999-2001  | 66                    |
| Jaime Ortiz            | México    | 1952–1963  | 56                    |
| Salvador Ruiz          | México    | 1965-1972  | 46                    |
| Luis Razo              | México    | 2011-2021  | 45                    |
| Kevin Favela           | México    | 2012-2018  | 37                    |
| Tedesco Lomelín        | México    | 1958-1960  | 28                    |
| Eugenio Constantino    | México    | 1986-1988  | 28                    |
| Rafael Lira            | México    | 1984-1991  | 28                    |
| Alberto Etcheverry     | Argentina | 1961-1963  | 22                    |
| Jorge Gabrich          | Argentina | 1989-1990  | 22                    |
| Marco Granados         | México    | 2020- 2021 | 22                    |
| Erick Bustos           | México    | 2018-2020  | 19                    |
| Gerardo Martínez       | México    | 2017-2018  | 19                    |
| Américo Scatolaro      | Argentina | 1990-1991  | 18                    |
| Juan Pablo Rangel      | México    | 2024-      | 15                    |
| Adolfo Hernández       | México    | 2023-2024  | 15                    |
| Alberto García         | México    | 2020-2021  | 14                    |
| Diego Andrade          | México    | 2013-2018  | 13                    |
| Ángel Lemus            | México    | 1994-1997  | 11                    |
| Enrique García Sánchez | México    | 2000       | 10                    |

## Idiosincrasia

### Apodo
Todo se remonta al año de 1949, cuando el equipo militaba en la Zona Centro, es decir, aún no entraba de lleno al profesionalismo. Fue entonces cuando se recibió una invitación para participar en un cuadrangular junto los equipos de León, el brasileño Vasco da Gama y los Reboceros de La Piedad.
El torneo tendría lugar en el Estadio de la Ciudad de Los Deportes (actual estadio Azul) en la Ciudad de México. En esa ocasión Irapuato y La Piedad brindaron un brillante partido, dejando así un gran paquete para los equipos León y Vasco da Gama.
Vasco da Gama presentaba en aquel entonces una delantera muy potente, conocida como “la trinca infernal”. Cabe mencionar que el término "trinca" era utilizado en ese entonces en el argot futbolístico y hacia referencia a tres. Así pues, trinca infernal aludía a tres delanteros hábiles, veloces, gambeteros y además goleadores.
Don Agustín González mejor conocido como "Escopeta" , maestro del comentario deportivo, había presenciado el partido del Irapuato y La Piedad, por lo que, ya al estar realizando la crónica del duelo entre León y Vasco da Gama, llegó a decir: “si el Vasco da Gama es una trinca infernal, el Irapuato es la trinca fresera ¡Qué bonito juegan!".
Fue pues, este inigualable comentarista quien bautizó al club Irapuato como la trinca fresera, nombre de guerra con el que, hasta la fecha, es identificado el equipo en cualquier estadio donde se presente.
No faltó algunos por ahí que, en los años setenta, comentaristas de televisión nacional, intentaron cambiarle el nombre por el de “Dragones Rojos”, sugerencia que obviamente nunca se aceptó, llegando inclusive a comentarse: “Es como querer cambiarle el color a las fresas”.

### Afición
Los Hijos de la Mermelada son sin duda la barra brava más numerosa del conjunto fresero, que con sus cantos alientan al equipo para que este en cada partido salga con la victoria. Fueron fundados en el año 1996 y se destacan por estar apoyando con cánticos y mucha felicidad a su equipo, ordenados, respetuosos y sin molestar a los demás asistentes y así contagiar de alegría a los demás espectadores del estadio. Se ubican en la puerta de acceso 5 y 6 del Estadio Sergio León Chávez.

### Rivalidades
El Irapuato mantiene una importante rivalidad con el Club León con quienes protagonizan el Clásico del Bajío y con el cual se han librado apasionantes juegos, tanto en Primera División como en Liga de Ascenso. El partido más emocionante entre estas dos escuadras fue el de la Final de Ascenso 2002-03, en el cual ganó el Irapuato en León con marcador de 2-1 en patio ajeno en el Nou Camp, y en el Estadio Sergio León Chávez 1-0 con el cual lograron el ascenso al máximo circuito.
También podemos destacar partidos contra equipos como el Zacatepec, La Piedad, Salamanca y el Celaya.

## Estadísticas
| Temporada                               | JJ | JG | JE | JP | GF | GC | PTS |
| --------------------------------------- | -- | -- | -- | -- | -- | -- | --- |
| 1954-1955                               | 22 | 5  | 6  | 11 | 26 | 38 | 16  |
| 1955-1956                               | 26 | 8  | 6  | 12 | 35 | 43 | 22  |
| 1956-1957                               | 24 | 12 | 2  | 10 | 38 | 36 | 26  |
| 1957-1958                               | 26 | 7  | 9  | 10 | 40 | 45 | 23  |
| 1958-1959                               | 26 | 10 | 7  | 9  | 32 | 32 | 27  |
| 1959-1960                               | 26 | 10 | 8  | 8  | 43 | 35 | 28  |
| 1960-1961                               | 26 | 7  | 7  | 12 | 39 | 47 | 21  |
| 1961-1962                               | 26 | 10 | 5  | 11 | 35 | 47 | 26  |
| 1962-1963                               | 26 | 8  | 6  | 12 | 32 | 48 | 22  |
| 1963-1964                               | 26 | 12 | 8  | 6  | 40 | 35 | 32  |
| 1964-1965                               | 30 | 7  | 9  | 14 | 29 | 46 | 23  |
| 1965-1966                               | 30 | 11 | 5  | 14 | 41 | 39 | 27  |
| 1966-1967                               | 30 | 10 | 10 | 10 | 28 | 35 | 30  |
| 1967-1968                               | 30 | 7  | 11 | 12 | 34 | 41 | 25  |
| 1968-1969                               | 30 | 7  | 9  | 14 | 38 | 52 | 23  |
| 1969-1970                               | 30 | 8  | 8  | 14 | 26 | 36 | 24  |
| México 70                               | 28 | 9  | 7  | 12 | 30 | 35 | 25  |
| 1970-1971                               | 34 | 8  | 13 | 13 | 34 | 53 | 29  |
| 1971-1972                               | 34 | 2  | 12 | 20 | 26 | 50 | 16  |
| Prode 1985                              | 8  | 1  | 3  | 4  | 8  | 14 | 5   |
| México 86'                              | 18 | 4  | 9  | 5  | 18 | 21 | 17  |
| 1986-1987                               | 40 | 9  | 18 | 13 | 45 | 49 | 36  |
| 1987-1988                               | 38 | 12 | 7  | 19 | 40 | 67 | 31  |
| 1988-1989                               | 38 | 9  | 14 | 15 | 43 | 57 | 32  |
| 1989-1990                               | 38 | 10 | 17 | 11 | 38 | 42 | 37  |
| 1990-1991                               | 38 | 7  | 12 | 19 | 38 | 72 | 26  |
| Invierno 2000                           | 17 | 6  | 7  | 4  | 28 | 26 | 25  |
| Verano 2001                             | 17 | 3  | 4  | 10 | 27 | 38 | 13  |
| Invierno 2001                           | 18 | 4  | 7  | 7  | 27 | 26 | 19  |
| Apertura 2003                           | 19 | 6  | 4  | 9  | 23 | 32 | 22  |
| Clausura 2004                           | 19 | 6  | 8  | 5  | 23 | 30 | 26  |
| Apertura 2008                           | 16 | 8  | 6  | 2  | 20 | 6  | 30  |
| Clausura 2009                           | 16 | 5  | 5  | 6  | 15 | 16 | 20  |
| Apertura 2009 (Liga de Ascenso)         | 16 | 10 | 2  | 4  | 28 | 18 | 32  |
| Bicentenario 2010 (Liga de Ascenso)     | 14 | 5  | 5  | 4  | 20 | 17 | 20  |
| Apertura 2010 (Liga de Ascenso)         | 16 | 8  | 2  | 6  | 22 | 21 | 26  |
| Clausura 2011 (Liga de Ascenso)         | 16 | 10 | 3  | 3  | 28 | 16 | 33  |
| Apertura 2011 (Liga de Ascenso)         | 15 | 7  | 2  | 6  | 24 | 17 | 23  |
| Clausura 2012 (Liga de Ascenso)         | 14 | 4  | 4  | 6  | 13 | 17 | 16  |
| Apertura 2012 (Liga de Ascenso)         | 14 | 3  | 7  | 4  | 16 | 19 | 16  |
| Clausura 2013 (Liga de Ascenso)         | 14 | 1  | 4  | 9  | 7  | 21 | 7   |
| Apertura 2013 (Liga Premier de Ascenso) | 14 | 5  | 6  | 3  | 18 | 14 | 22  |
| Clausura 2014 (Liga Premier de Ascenso) | 14 | 7  | 3  | 4  | 19 | 12 | 27  |
| Apertura 2014 (Liga de Ascenso)         | 13 | 3  | 3  | 7  | 9  | 18 | 12  |
| Clausura 2015 (Liga de Ascenso)         | 13 | 4  | 4  | 5  | 12 | 16 | 16  |
| Apertura 2015 (Liga Premier de Ascenso) | 14 | 5  | 3  | 6  | 22 | 21 | 21  |
| Clausura 2016 (Liga Premier de Ascenso) | 14 | 8  | 1  | 5  | 24 | 16 | 28  |
| Apertura 2016 (Liga Premier de Ascenso) | 15 | 7  | 3  | 5  | 26 | 21 | 24  |
| Clausura 2017 (Liga Premier de Ascenso) | 14 | 8  | 4  | 2  | 31 | 17 | 32  |
| Apertura 2017 (Liga Premier Serie A)    | 17 | 9  | 4  | 4  | 37 | 20 | 33  |
| Clausura 2018 (Liga Premier Serie A)    | 17 | 9  | 5  | 3  | 32 | 23 | 34  |
| Liga 2018-2019 (Liga Premier Serie A)   | 30 | 21 | 6  | 3  | 57 | 19 | 73  |
| Liga 2019-2020 (Liga Premier Serie A)   | 20 | 12 | 5  | 3  | 42 | 27 | 44  |
| Liga 2020-2021 (Liga Premier Serie A)   | 24 | 15 | 5  | 4  | 58 | 21 | 57  |

## Palmarés

### Torneos nacionales oficiales
| Competición nacional                                      | Títulos                                                   | Subcampeonatos                                                                                  |
| --------------------------------------------------------- | --------------------------------------------------------- | ----------------------------------------------------------------------------------------------- |
| Copa MX (0/1)                                             |                                                           | 1955-56.                                                                                        |
| Ascenso MX (4/2)                                          | Invierno 1999, Verano 2000, Apertura 2002, Clausura 2011. | Apertura 2008, Apertura 2009.                                                                   |
| Campeón de Ascenso (2/1)                                  | 1999-2000, 2002-2003.                                     | 2010-2011.                                                                                      |
| Segunda División de México (4/8)                          | 1953-1954, 1984-1985, 2020-2021, Clausura 2025.           | 1972-73, 1974-75, 1977-78, 1993-94, Apertura 2016, Clausura 2017, Apertura 2017, Apertura 2024. |
| Copa de la Segunda División de México (2/2)               | 1952-1953, 1953-1954.                                     | Apertura 2013, Clausura 2014.                                                                   |
| Campeón de Campeones de la Segunda División de México (1) | 1953-1954.                                                |                                                                                                 |

### Torneos nacionales amistosos
- Copa de Oro de Occidente (2): 1957, 1959.

### Época Amateur
- Campeonato Liga Mayor del Centro (11)

Campeón: 1942, 1943, 1944, 1946, 1947, 1948, 1950, 1951, 1952, 1953, 1954
- Campeonato Estatal de Fútbol (7)

Campeón: 1919, 1924, 1925, 1931, 1933, 1936, 1938
- Campeonato Federación Nacional de Fútbol(4)

Campeón: 1931, 1936, 1938, 1942
- Campeonato FMF para Asociaciones Afiliadas(3)

Campeón: 1943, 1946, 1959
- Liga Amateur de Guanajuato (1)

Campeón: 1928